# Зла наука
Зла наука — австралійський телевізійний серіал, який розпочався 2 липня 2004 року. Серіал фокусується на Тобі (у виконанні Андре де Ванні) та Елізабет (у виконанні Бріджит Невал), двох підлітках, які загадковим чином стали науковими геніями. Спочатку серіал було показано на Network Ten з 2004 до 2006 року, коли він переїхав на Disney Channel; також Злу науку було показано на ABC1 та ABC2 о 7:00 ранку по четвергах. На телеканалі Disney Channel (Азія) його було повністю показано до 2007 року. В Україні серіал транслювався на каналі «К1».

## Сюжет
Тобі Джонсон — звичайний безтурботний учень, що переймається лише домашнім завданням і дівчатами. Елізабет Гок — улюблениця вчителів. Ніхто у школі не любить її, а єдиним, кого вона любить, є Тобі. Одного дня в них влучає промінь — унікальний магнітний імпульс, що змінює все. Раптово вони стають науковими геніями. Дещо дика ситуація для п'ятнадцятирічних підлітків. Тобі не знає, як керувати даром, і йому нелегко з ним. Але Елізабет тішиться своєю новою силою. Вона хоче панувати над школою, використовуючи свій дар як вирішальну зброю для успіху та влади. Можливо, йому це не до вподоби, але Тобі єдиний, хто може стримати її. Лінія фронту з'являється поміж двох чарівників науки. Нормальний світ школи Сенді Бей перевертається догори дриґом з невидимими автомобілями, летючими газонокосарками, клонованим директором і шаленим Ті-Рексом.

## У ролях

### У головних ролях
- Андре де Ванні[en] — Тобі Джонсон, звичайний підліток, який навчається у вищій школі Сенді Бей. Він був одним із двох учнів, які зазнали опромінення під час експерименту над доісторичним каменем, внаслідок чого він став генієм. Його найліпшими друзями є Рассел Скіннер і Діна Деміріс. Він також закоханий у Б'янку, найвродливішу дівчину у його класі.
- Бріджит Невал[en] — Елізабет Гок, яка також зазнала опромінення, що обернуло її на генія. На відміну від Тобі, вона хоче використати свою геніальність для захоплення школи. Їй не до вподоби будь-що, крім Тобі, в якого вона таємно закохана. Вона заздрісна та демонструє, що готова на все заради досягнення мети.
- Бенджамін Шмідег[en] — Рассел «Рас» Скіннер, найліпший друг Тобі. Він полюбляє кататися на скейті та їсти піцу. Хоча він не надто розумний, та все ж він вірний і відважний товариш.
- Саскія Бурмейстер — Діна Деміріс, добра приятелька Тобі та Раса. Розумна, вродлива, дратується при вигляді хлопців і ненавидить Елізабет. Вона вирушає до Гонконгу у другому сезоні та заміняється Сашею.
- Емма Леонард[es] — Веріті МакГвайр, найліпша подруга Елізабет, починаючи з початкової школи, часто допомагає Елізабет із її планами. Хоча вона знає, на що готова Елізабет, але не має впевненості говорити про це.
- Брук Сайкс[en] — Гарт Кінг, тупий шкільний хуліган. Він часто змовляється з Елізабет і діє як її шпигун. Він завжди готовий до бійки, особливо з Расом.
- Роберт фон Макеленберг[pl] — професор Карл Тесслар, викладач фізики у вищій школі Сенді Бей.
- Женев'єва Пікот[es] — директор Алекса Вайнер, директорка вищої школи Сенді Бей.
- Грета Ларкінс[en] — Саша Джонсон, кузина Тобі, яка переїхала до Сенді Бей у другому сезоні.

## Епізоди
| № | #  | Назва                                                  | Світова прем'єра | Прем'єра в Україні |
| --- | -- | ------------------------------------------------------ | ---------------- | ------------------ |
| 1 | 1  | «Дарунок» «The Gift»                                   | 27 лютого 2004   | 2010               |
| Toby and Elizabeth become scientific geniuses, after being zapped by a scientific ray gun, called the MFE. Elizabeth interferes with Toby's first experiment, cloning a T-rex. |    |                                                        |                  |                    |
| 2 | 2  | «Таємниця» «Secrecy»                                   | 5 березня 2004   | 2010               |
| Toby tries to prove he is a genius by creating an anti-gravity machine, and fixing it to the school's ride on lawnmower. Elizabeth sabotages Toby's plans to make sure no one finds out they are both geniuses. |    |                                                        |                  |                    |
| 3 | 3  | «Вибори» «Election»                                    | 12 березня 2004  | 2010               |
| Elizabeth and Dina both run for Class Rep. Elizabeth uses anti-friction spray on her competition, putting Dina in a dangerous position. |    |                                                        |                  |                    |
| 4 | 4  | «Розумне дзюдо» «Smart Judo»                           | 19 березня 2004  | 2010               |
| Elizabeth teams up with Garth to put some muscle into her plans. |    |                                                        |                  |                    |
| 5 | 5  | «Голограма» «Hologram»                                 | 26 березня 2004  | 2010               |
| Elizabeth frames Dina vandalising Mr Tesslar's car, in the hope she will be demoted as Class Rep. |    |                                                        |                  |                    |
| 6 | 6  | «Лабораторія амазонки» «Amazon Lab»                    | 2 квітня 2004    | 2010               |
| Toby creates an organic growth accelerant for Dina, after Elizabeth makes Dina's hair fall out. The organic growth accelerant results in Dina growing a beard. |    |                                                        |                  |                    |
| 7 | 7  | «Невидимий автомобіль» «Invisible Car»                 | 16 квітня 2004   | 2010               |
| Russ breaks Mr Tesslar's car headlight, so Toby creates some invisibility paint until they can fix the headlight. |    |                                                        |                  |                    |
| 8 | 8  | «Подвійне побачення» «Double Date»                     | 23 квітня 2004   | 2010               |
| Toby creates a robot Dina, so she can be on her date with Sean and work her shift at the same time. |    |                                                        |                  |                    |
| 9 | 9  | «Вечірка на честь дня народження» «The Birthday Party» | 30 квітня 2004   | 2010               |
| Toby throws a beach party for Bianca's birthday. Elizabeth is not invited, and makes a storm at the beach using electromagnetic waves on the clouds. |    |                                                        |                  |                    |
| 10 | 10 | «Любовне зілля №9» «Love Potion Number 9»              | 9 квітня 2004    | 2010               |
| Toby produces a pheromone compound to make the guys irresistible to the girls. |    |                                                        |                  |                    |
| 11 | 11 | «Нанороботи» «Nanobots»                                | 7 травня 2004    | 2010               |
| Mr Tesslar finds science equipment has been tampered with, and declares the lab will be locked from then on. |    |                                                        |                  |                    |
| 12 | 12 | «Спостереження» «Surveillance»                         | 14 травня 2004   | 2010               |
| Mr Tesslar installs a security camera to find out who is using the lab. Elizabeth is caught on the videotape. |    |                                                        |                  |                    |
| 13 | 13 | «Столітній дзвін» «Centenary Bell»                     | 21 травня 2004   | 2010               |
| Elizabeth is sacked as director of the school's centenary celebration, and vows to ruin the celebration by destabilizing the set. |    |                                                        |                  |                    |
| 14 | 14 | «Таємна лабораторія» «Secret Lab»                      | 28 травня 2004   | 2010               |
| Elizabeth sets up a secret lab in the school's basement, and orders Garth to shrink objects from the storeroom; but Dina discovers him. Panicking, he shrinks Dina. |    |                                                        |                  |                    |
| 15 | 15 | «Вибухова диня» «Exploding Melon»                      | 4 червня 2004    | 2010               |
| Elizabeth, in her basement lab uses too much power and Mr Tesslar tries to track it down, but she sets up Toby and Russ to keep the location of the basement lab safe. |    |                                                        |                  |                    |
| 16 | 16 | «Слава» «Fame»                                         | 11 червня 2004   | 2010               |
| Toby makes special gloves which allow Russ to play the guitar like a rock star. Elizabeth launches her new line of makeup called Mood — which is a huge hit. |    |                                                        |                  |                    |
| 17 | 17 | «Транспортер» «Transporter»                            | 18 червня 2004   | 2010               |
| Toby intercepts Elizabeth's teleportation machine, and Toby is teleported to Elizabeth's secret lab. |    |                                                        |                  |                    |
| 18 | 18 | «Дивне побачення» «Weird Date»                         | 25 червня 2004   | 2010               |
| Toby creates a remote control that allows him to win an arcade game, but the game goes berserk. |    |                                                        |                  |                    |
| 19 | 19 | «Екскурсія» «Excursion»                                | 2 липня 2004     | 2010               |
| Toby modifies the MFE machine to scan for Bianca in a rocky landscape. He finds a rock that reacts strangely with the MFE. |    |                                                        |                  |                    |
| 20 | 20 | «Няня» «Nanna»                                         | 9 липня 2004     | 2010               |
| Toby's nanna is sent back in time through a wormhole generator, and a younger version of Toby's nanna comes through the wormhole, destroying the generator. |    |                                                        |                  |                    |
| 21 | 21 | «Віртуальна гра» «Virtual Game»                        | 16 липня 2004    | 2010               |
| Toby decides to create a visual memory for Russ who holds the missing element of how he and Elizabeth became geniuses. |    |                                                        |                  |                    |
| 22 | 22 | «Загрозливий Рас» «Russ Rampant»                       | 23 липня 2004    | 2010               |
| Toby finds the correct sequence, called the genius key. He accidentally turns Russ into a genius. |    |                                                        |                  |                    |
| 23 | 23 | «Промінь захоплення» «Tractor Beam»                    | 30 липня 2004    | 2010               |
| Toby attempts to use the genius key to turn off Elizabeth's genius. Toby and Elizabeth meet secretly in the gym, and just as Toby prepares to cancel Elizabeth's genius, Mr Tesslar walks in seeing Toby with the stolen MFE.                                                                                           |    |                                                        |                  |                    |
| 24 | 24 | «Клон Вайнер» «Clone Vyner»                            | 6 серпня 2004    | 2010               |
| Elizabeth clones Ms Vyner so she can control the school. Under threat of expulsion for being caught with the MFE, he tells Mr Tesslar everything about his genius. He goes to Ms Vyner about it, but he is really talking to Clone Vyner, and Mr Tesslar is fired.                                                      |    |                                                        |                  |                    |
| 25 | 25 | «Шах і мат» «Checkmate»                                | 13 серпня 2004   | 2010               |
| Elizabeth takes Bianca captive in the hope Toby will give her the genius key, or she will use the shrink ray on Bianca. |    |                                                        |                  |                    |
| 26 | 26 | «Кінець гри» «End Game»                                | 20 серпня 2004   | 2010               |
| Фінал сезону. Elizabeth reveals a T-rex to a press conference at the school, but the T-rex rampages through the school. Toby creates a giant doll to fight the T-rex, and the doll wins. Toby zaps himself and Elizabth with the MFE, removing their genius. However, Elizabeth still has the genius key in the pocket. |    |                                                        |                  |                    |

| № | #  | Назва                                                   | Світова прем'єра  | Прем'єра в Україні |
| --- | -- | ------------------------------------------------------- | ----------------- | ------------------ |
| 27 | 1  | «Мухи» «The Flies»                                      | 19 серпня 2005    | 2010               |
| A new student arrives at Sandy Bay School, Jack. His only wish is to discover Elizabeth and Toby's secret. Elizabeth has turned Toby's cousin Sasha and Russ into flies. |    |                                                         |                   |                    |
| 28 | 2  | «Солодких снів» «Sweet Dreams»                          | 26 серпня 2005    | 2010               |
| Elizabeth's experimenting ends up making Sasha's teeth fall out in the bathroom sink. Thinking Garth will leave her as her sidekick Elizabeth causes him to grow breasts until he joins her for good. Will Elizabeth ever learn? |    |                                                         |                   |                    |
| 29 | 3  | «Суперриба» «Superfish»                                 | 2 вересня 2005    | 2010               |
| When Toby wants to get into the swim team to impress Niki, he makes a formula that makes him swim like a fish. But what will happen when Elizabeth finds out. |    |                                                         |                   |                    |
| 30 | 4  | «Гарячка» «Fever»                                       | 9 вересня 2005    | 2010               |
| After Elizabeth gets a deadly fever from Verity, she must do everything anyone ask when needing help. Soon finding out that she could die she requires Toby's help. Will Toby save her? |    |                                                         |                   |                    |
| 31 | 5  | «Друг у біді» «A Friend in Need»                        | 16 вересня 2005   | 2010               |
| Toby ruins Niki's project and his friends try to help him win back Niki by impossing as toby and giving her a new one. But Elizabeth notices something is up. |    |                                                         |                   |                    |
| 32 | 6  | «Величний селюк» «The Great Dork»                       | 23 вересня 2005   | 2010               |
| Russ is convinced he is a loser, so Toby helps by building a time machine so Russ can see his heroic ancestors. But it all goes wrong and Russ is time-swapped with a man from prehistoric times. Will Toby be able to save Russ? |    |                                                         |                   |                    |
| 33 | 7  | «На волосину від» «Close Call»                          | 30 вересня 2005   | 2010               |
| Elizabeth is forced to move her gadgets from her lab temporarily. In a mixed turn of events Jack finds them. Now that he is closer than ever to Toby and Elizabeth's secret, what will they do? |    |                                                         |                   |                    |
| 34 | 8  | «Каблучка впевненості» «Ring of Confidence»             | 7 жовтня 2005     | 2010               |
| After Niki gets criticized by her swimming coach, she tells Toby not to worry about it and says it's a confidence thing. Toby makes her a confidence ring, but when Russ puts it on, he refuses to take it off, until he loses it. Meanwhile, Verity wants to form a cheer squad to help win the swimming championships but keeps getting ignored, until she finds the ring. |    |                                                         |                   |                    |
| 35 | 9  | «Затьмарений» «Misty»                                   | 14 жовтня 2005    | 2010               |
| Elizabeth zaps herself and Toby into a virtual reality game. Meanwhile Sasha gets reunited with her childhood horse. |    |                                                         |                   |                    |
| 36 | 10 | «Спіймай мене, якщо зможеш» «Catch Me If You Can»       | 21 жовтня 2005    | 2010               |
| Toby and Niki finally go on a date, but Elizabeth has a plan for them. Jack sees one of Toby's inventions and tries to get it for himself. |    |                                                         |                   |                    |
| 37 | 11 | «Коала в тумані» «Koala in the Mist»                    | 28 жовтня 2005    | 2010               |
| Toby and his friends discover a koala, whilst Garth's stupidity lands the enlarger ray in Jack's hands. By a series of events the koala enlarges and causes havoc across the school in a mist created by Toby? Will Toby and Elizabeth's secret come out? Will Jack act on his suspicions?                                                                                   |    |                                                         |                   |                    |
| 38 | 12 | «День у житті» «A Day in the Life»                      | 4 листопада 2005  | 2010               |
| Sasha and Russ accidentally swap bodies after messing around with one Toby's inventions.They learn to appreciate each other's good qualities. |    |                                                         |                   |                    |
| 39 | 13 | «Блискавка з неба» «A Bolt from the Blue»               | 11 листопада 2005 | 2010               |
| Elizabeth, hung up on Toby, blackmails him to go to the social with her and not Niki, whom he had already been asked by. Although, Elizabeth's blackmail device causes chaos when it falls into Jack's hands and she is forced to tell him their secret. |    |                                                         |                   |                    |
| 40 | 14 | «Найслабша ланка» «The Weakest Link»                    | 18 листопада 2005 | 2010               |
| Because no one trusts Jack,he makes sure that Toby and his friends are all distracted so that he can take a peek in Toby's shed. But will he end up regretting this? |    |                                                         |                   |                    |
| 41 | 15 | «Розмовляти з тваринами» «Talk to the Animals»          | 25 листопада 2005 | 2010               |
| Elizabeth's tricks accidentally enable Sasha with extraordinary abilities to communicate with animals Dr. Dolittle style. Sasha uses her new talent to hilariously punish Elizabeth. |    |                                                         |                   |                    |
| 42 | 16 | «Веріті з Чорної лагуни» «Verity from the Black Lagoon» | 2 грудня 2005     | 2010               |
| After Verity does an experiment by a lake, the experiment goes wrong and Verity is slowly turning into an amphibious monster. |    |                                                         |                   |                    |
| 43 | 17 | «Істина десь там» «The Truth is Out There»              | 9 грудня 2005     | 2010               |
| When Elizabeth goes to any extent to get information out of Russ, Jack finally gets evidence proving they are geniuses. Will he get away with it? |    |                                                         |                   |                    |
| 44 | 18 | «Летючий собака» «Air dog»                              | 16 грудня 2005    | 2010               |
| Toby uses his flying machine to help Russ, but doesn't know Jack is watching. Meanwhile, a dog-lover offers to donate money to the school. How will Jack try to blackmail Toby for the genius key this time? |    |                                                         |                   |                    |
| 45 | 19 | «Без розуму від тебе» «Crazy for You»                   | 17 лютого 2006    | 2010               |
| Elizabeth creates a freaky machine to be her new assistant, but it becomes consumed with the idea that he must protect Elizabeth and soon her safety is in danger. |    |                                                         |                   |                    |
| 46 | 20 | «Часова петля» «Time Loop»                              | 24 лютого 2006    | 2010               |
| Angry that Toby and Nikki are together, Elizabeth sticks Toby in a time loop, so he repeats the same day over and over again. |    |                                                         |                   |                    |
| 47 | 21 | «Під водою» «Underwater»                                | 3 березня 2006    | 2010               |
| Once Mr Woods and Elizabeth are paralyzed by octopus poison, both Toby's side and Elizabeth's companions have to team up together to find an antidote. |    |                                                         |                   |                    |
| 48 | 22 | «Привид дівчини» «Ghost Girl»                           | 10 березня 2006   | 2010               |
| Elizabeth gets revenge on a famous Hollywood actress who starts attending their school by playing a childish prank. |    |                                                         |                   |                    |
| 49 | 23 | «Хлопчик-павук» «Spider Boy»                            | 17 березня 2006   | 2010               |
| Garth's prankster cousin Rodney pays a visit. Whilst staying he manages to not only annoy everyone, but also turn into a half-man half-spider (Spiderboy). |    |                                                         |                   |                    |
| 50 | 24 | «Знайомство з батьками» «Meet the Parents»              | 24 березня 2006   | 2010               |
| Toby has to meet Nikki's parents. But Jack and Elizabeth have teamed up to make it a disaster. |    |                                                         |                   |                    |
| 51 | 25 | «Джек робить свій хід» «Jack Makes His Move»            | 31 березня 2006   | 2010               |
| Elizabeth decides to use Jack to make Toby jealous. All the while Jack is using Elizabeth to find out more information and to steal the disc. |    |                                                         |                   |                    |
| 52 | 26 | «Король плюшевий» «King Cuddly»                         | 7 квітня 2006     | 2010               |
| Фінал серіалу. Still love-struck, Jack talks Elizabeth into making Toby normal again. She agrees and goes off to perform it. While she is out of the way, Jack turns himself into a genius. Will Toby come to her rescue when she's held by a giant koala? |    |                                                         |                   |                    |

## Українське багатоголосе закадрове озвучення
Українською мовою серіал озвучено студією «Так Треба Продакшн» у 2010 році. Ролі озвучували: Сергій Ладесов, Роман Семисал, Юрій Ребрик, Олена Бліннікова, Олена Яблочна та Світлана Шекера.